# Seni Pramot
Seni Pramot (aussi orthographié Seni Pramoj, API: [sěː.niː praː.môːt] ; thaï : เสนีย์ ปราโมช ; né le 26 mai 1905 dans la province de Nakhon Sawan, et mort le 28 juillet 1997 à Bangkok) est un avocat, diplomate et homme d'État thaïlandais, Premier ministre à trois reprises : entre 1945 et 1946, en 1975 et en 1976.
Membre du Parti démocrate, il occupe aussi plusieurs fonctions ministérielles entre 1945 et 1948, puis en 1976. 

## Biographie
Membre de la famille royale (il descendait de Rama II), il est éduqué en Angleterre. Diplômé en droit du Worcester College de l’université d’Oxford. Il est le frère aîné du poète et homme politique Khuek-rit Pramot.
Dès l’invasion de la Thaïlande par les Japonais le 8 décembre 1941, il s’oppose à la politique de collaboration menée par Plaek Phibunsongkhram. 
Ambassadeur aux États-Unis, il refuse le 25 janvier 1942 de remettre la déclaration de guerre de son pays. Il crée alors puis dirige le Mouvement de la Thaïlande Libre (Forces thaïlandaises libres ou Khabuankan Seri Thai / Free Thai Movement / Seri Thai,,). Ce réseau de résistance, organisé conjointement dans l'ombre par Pridi Phonmayong aidé par le chef de la police Adun Adundetchatrat, soutenu dans son combat par les communistes chinois et en 1944 par les alliés américains et britanniques, mène des opérations de sabotage contre les convois japonais et récolte des renseignements stratégiques. Ce réseau de résistance évitera à la Thaïlande d'être classée parmi les "vaincus" à l'issue de la Seconde Guerre mondiale. 
Nommé Premier ministre le 17 septembre 1945, il s’oppose à l’instauration d’un protectorat britannique. Il est renversé par un coup d’État le 31 janvier 1946.
Après la guerre il mène de front une carrière d’avocat et de dirigeant du Parti démocrate.
Il est de nouveau nommé Premier ministre le 15 février 1975 puis le 20 avril 1976. Il abandonne la politique en octobre 1976.